# Плешкуца (комуна)
Плешкуца (рум. Pleșcuța) — комуна у повіті Арад в Румунії. До складу комуни входять такі села (дані про населення за 2002 рік):
- Ачуца (255 осіб)
- Будешть (37 осіб)
- Гура-Веїй (193 особи)
- Думбрава (97 осіб)
- Плешкуца (303 особи) — адміністративний центр комуни
- Росточ (140 осіб)
- Теладжу (473 особи)

Комуна розташована на відстані 353 км на північний захід від Бухареста, 86 км на схід від Арада, 104 км на південний захід від Клуж-Напоки, 110 км на північний схід від Тімішоари.

## Населення
За даними перепису населення 2002 року у комуні проживали 1498 осіб.
Національний склад населення комуни:
| Національність | Кількість осіб | Відсоток |
| -------------- | -------------- | -------- |
| румуни         | 1439           | 96,1%    |
| цигани         | 58             | 3,9%     |
| словаки        | 1              | 0,1%     |

Рідною мовою назвали:
| Мова      | Кількість осіб | Відсоток |
| --------- | -------------- | -------- |
| румунська | 1496           | 99,9%    |
| циганська | 1              | 0,1%     |
| словацька | 1              | 0,1%     |

Склад населення комуни за віросповіданням:
| Релігія       | Кількість осіб | Відсоток |
| ------------- | -------------- | -------- |
| православні   | 1179           | 78,7%    |
| баптисти      | 202            | 13,5%    |
| п'ятдесятники | 110            | 7,3%     |
| не релігійні  | 2              | 0,1%     |
| римо-католики | 1              | 0,1%     |